# Hilfeleistungslöschfahrzeug 24/14-Schiene
Das Hilfeleistungslöschfahrzeug 24/14-Schiene (kurz: HLF 24/14-S) ist ein Feuerwehr-Lkw, der zusätzlich auch auf Schienen fahren kann. Er eignet sich daher besonders für die Brandbekämpfung in Tunneln und die technische Unfallhilfe auf der Schiene. Das Fahrzeug kann jedoch auch wie jedes herkömmliche Löschfahrzeug für den örtlichen Brandschutz eingesetzt werden.

## Aufgaben
Aufgaben des Hilfeleistungslöschfahrzeug 24/14-S sind:
- Brandbekämpfung; Schwerpunkt Tunnelanlagen
- Technische Hilfeleistung; Schwerpunkt Unfällen von Schienenfahrzeugen

## Kurzbezeichnungen und Funkrufnamen
Wie bei allen Feuerwehrfahrzeugen in Deutschland werden auch bei Hilfeleistungslöschfahrzeugen die Haupteigenschaften in einer Kombination aus Buchstaben und Zahlen beschrieben. Hierbei bedeuten
- HLF = Hilfeleistungslöschfahrzeug
- Zahl vor dem Schrägstrich = Förderleistung der Pumpe in 100 Litern pro Minute bei 8 bar
- Zahl hinter dem Schrägstrich = Tankinhalt in 100 Litern
- S = Zweiwegeantrieb für Straße und Schiene

## Ausrückeordnungen
Das HLF 24/14-S kann in allen örtlichen Zügen als Hilfeleistungslöschgruppenfahrzeug operieren, da seine Beladung stark an die Norm angelehnt ist. Darüber hinaus kann es jedoch auch selbstständig zur Brandbekämpfung in Bahntunneln oder zur technischen Hilfeleistung bei Unfällen von Fahrzeugen der Bahn eingesetzt werden.

## Technik

### Normung
Das Hilfeleistungslöschfahrzeug 24/14-S ist nicht genormt.

### Technischer Aufbau

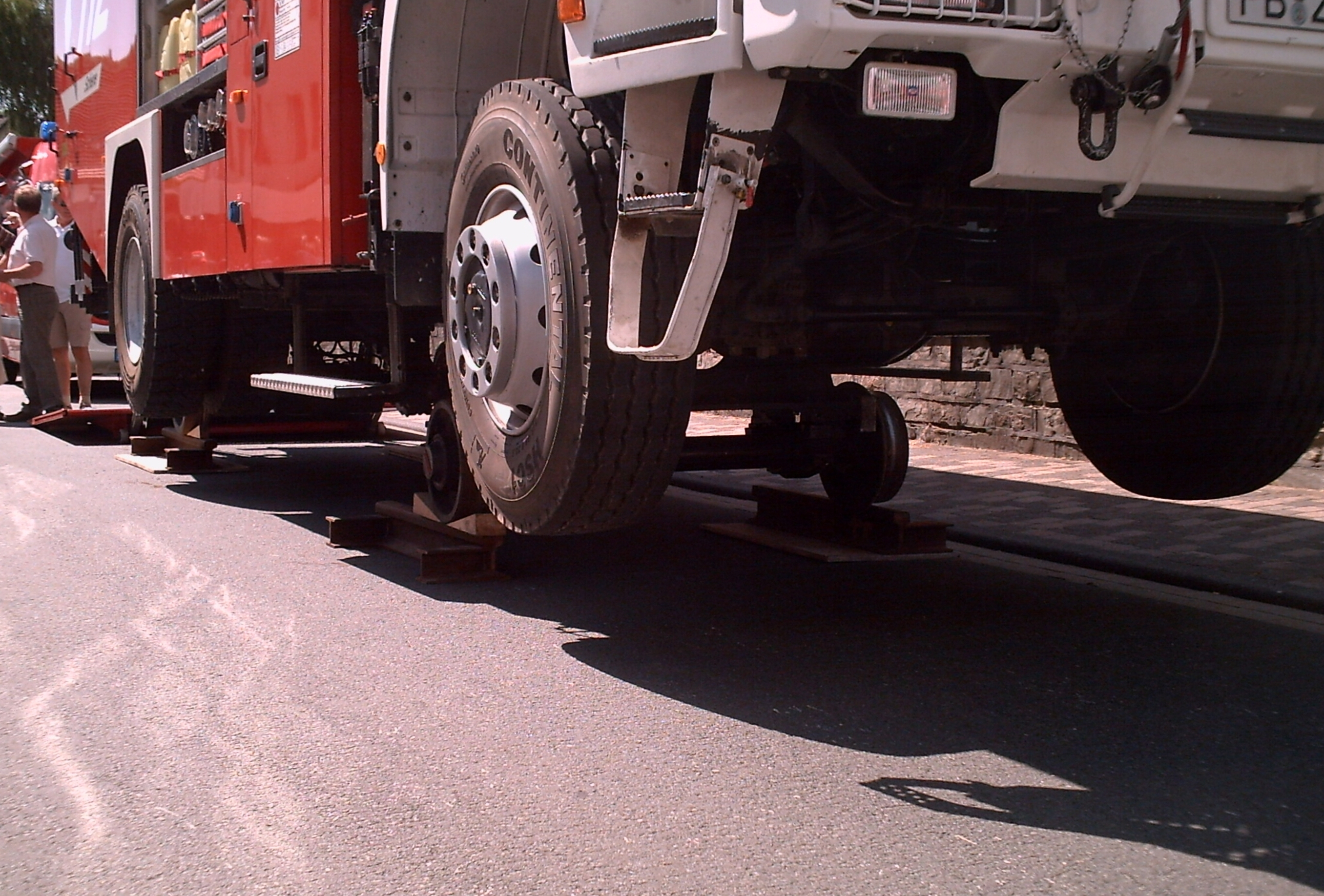
Ausgefahrene Schienenfahreinrichtung

HLF 24/14-S werden in Form von Lkw mit Kastenaufbau realisiert. Diese haben eine Motorleistung von 221 kW (300 PS), womit das Fahrzeug eine Geschwindigkeit von 85 km/h auf der Straße und 33 km/h auf der Schiene erreichen kann. Um auf der Schiene zu fahren, wird eine hydrostatische Schienenfahreinrichtung ausgefahren, welche das gesamte Fahrzeug anhebt. Dabei wird auf der Schiene, wie auch auf der Straße, mit Gaspedal und Bremse gefahren.

### Feuerwehrtechnische Beladung
Auf dem Hilfeleistungslöschfahrzeug 24/14-S befindet sich eine umfangreiche feuerwehrtechnische Beladung zur Brandbekämpfung, was unter anderem auch eine große Feuerlöschkreiselpumpe FP 24/8 und einen Wassertank mit einem Inhalt von 1.400 Litern umfasst. Bei den ersten drei Fahrzeugen betrug der Tankinhalt noch 1.600 Liter.
Darüber hinaus wird ein festeingebauter Generator mit einer Leistung von 3,5 kVA, eine maschinelle Zugeinrichtung nach DIN 14 584 mit Seilwinde mit einer Zugkraft von 50 kN nach vorn und 100 kN nach hinten, sowie ein pneumatischer Lichtmast mitgeführt. Seilwinde, Pumpe und Schienenfahreinrichtung werden dabei über getriebeunabhängige Hydromotoren angetrieben.
An der Fahrzeugrückseite befindet sich eine Ladebordwand, über die vier auf Straße und Schiene fahrbare Rollwagen entnommen werden können. In ihnen befindet sich Material zur Rettung eingeklemmter Personen, z. B. Spreizer SP 50, Rettungsschere S 180 und Rettungszylinder der Größen 2 und 3, ein mobiles Stromaggregat mit einer Leistung von 8 kVA, hydraulische Winden und ein pneumatischer Hebesatz. Außerdem werden zwei Hochleistungslüfter zur Tunnelbelüftung, Schlauchmaterial, Schleifkorbtragen, Rüstmaterial, eine vierteilige Steckleiter im Aufbau und eine dreiteilige Schiebleiter auf dem Dach mitgeführt.
In der Mannschaftskabine befinden sich zudem Atemschutzgeräte für die gesamte Besatzung.

## Geschichte und Stationierung

### Historie

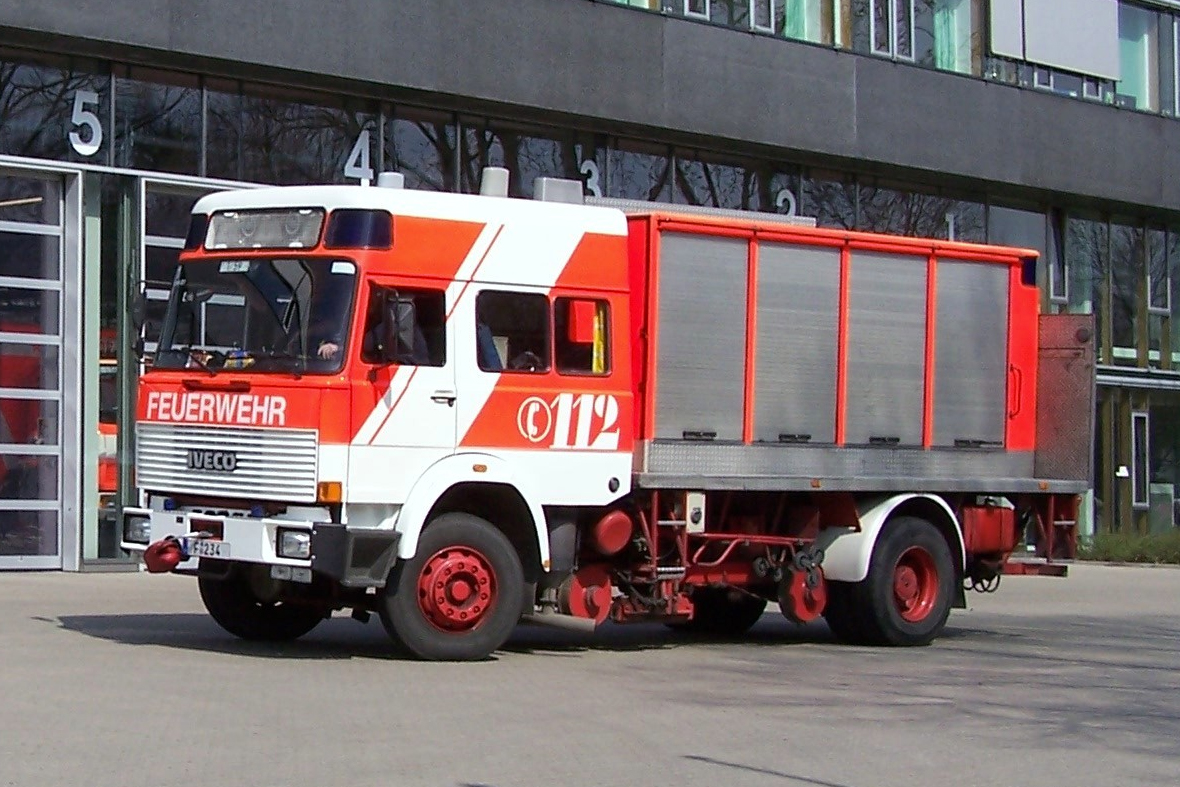
Rüstwagen-Schiene der Feuerwehr Frankfurt am Main

Das erste Zweiwege-Feuerwehrfahrzeug wurde 1972 von Magirus-Deutz für die Feuerwehr Frankfurt am Main gebaut („Rüstwagen-Schiene“). Das HLF 24/14-S wurde Ende der 1990er Jahre von der Deutschen Bahn in Zusammenarbeit mit der Feuerwehr Cochem und der Landesfeuerwehrschule Rheinland-Pfalz entwickelt. Die Feuerwehr Zella-Mehlis erhielt 1999 ebenfalls einen Prototyp. Diese ersten Fahrzeuge hatten noch die Bezeichnung HLF 24/16-S. Im Unterschied zu den späteren Serienfahrzeugen hatten die Prototypen einen größeren Wassertank (1.600 Liter), eine andere Leiteraufnahme auf dem Dach sowie eine andere Bauweise der Beleuchtungseinrichtung (Dreilicht-Spitzensignal). Nach grundlegenden Verbesserungen (so zum Beispiel im Fahrzeug der Feuerwehr Beerfelden) wurden anschließend bis heute insgesamt zwölf Fahrzeuge in Serie produziert, wobei die Ausstattung im Detail variiert. Diese verfügen nun u. a. über eine flachere Leiterhalterung auf dem Dach. Die Fahrzeuge wurden für den Brandschutz in älteren Tunnelanlagen konzipiert und für die technische Hilfeleistung auf der Schiene ausgestattet. Dabei übernahm die Deutsche Bahn die Anschaffungskosten für die Fahrzeuge. Trotzdem können die Fahrzeuge auch für das normale Tagesgeschäft der Feuerwehren eingesetzt werden.

### Standorte
| Standort               | Feuerwehr                                              | Tunnel                                  | Tunnellänge        |
| ---------------------- | ------------------------------------------------------ | --------------------------------------- | ------------------ |
| Cochem *****           | Feuerwehr Cochem                                       | Alter sowie Neuer Kaiser-Wilhelm-Tunnel | 4205 m bzw. 4242 m |
| Ediger-Eller *         | Feuerwehr Ediger-Eller und Freiwillige Feuerwehr Bremm | Alter sowie Neuer Kaiser-Wilhelm-Tunnel | 4205 m bzw. 4242 m |
| Oberzent               | Feuerwehr Beerfelden                                   | Krähbergtunnel                          | 3100 m             |
| Zella-Mehlis ****      | Feuerwehr Zella-Mehlis                                 | Brandleitetunnel                        | 3039 m             |
| Wilnsdorf ***          | Feuerwehr Wilnsdorf                                    | Rudersdorfer Tunnel                     | 2652 m             |
| Heidelberg *           | Feuerwehr Heidelberg                                   | Königstuhltunnel                        | 2487 m             |
| Hagen-Wehringhausen    | Feuerwehr Hagen                                        | Goldbergtunnel                          | 2200 m             |
| St. Georgen            | Feuerwehr St. Georgen                                  | Sommerau-Tunnel                         | 1697 m             |
| Altenbeken             | Feuerwehr Altenbeken                                   | Rehbergtunnel Eggetunnel                | 1632 m 2880 m      |
| Eutingen im Gäu ****** | Feuerwehr Eutingen im Gäu                              | Hochdorfer Tunnel                       | 1557 m             |
| Brilon                 | Feuerwehr Brilon                                       | Elleringhauser Tunnel                   | 1393 m             |
| Hochspeyer             | Feuerwehr Hochspeyer                                   | Heiligenberg-Tunnel                     | 1349 m             |
| Wildeck                | Feuerwehr Wildeck                                      | Hönebachtunnel                          | 983 m              |
| Calberlah ****         | Feuerwehr Calberlah                                    | Elbe-Seitenkanal-Tunnel                 | 965 m              |

## Ähnliche Fahrzeuge
- Löschgruppenfahrzeug 24
- Hilfeleistungslöschgruppenfahrzeug 20